# Яблонна-Середня
Яблонна-Середня, раніше Яблонна Руська (пол. Jabłonna Średnia) — село в Польщі, у гміні Яблонна-Ляцька Соколовського повіту Мазовецького воєводства. Населення — 227 осіб (2011).

## Історія
За даними етнографічної експедиції 1869—1870 років під керівництвом Павла Чубинського, у селі переважно проживали римо-католики, меншою мірою — греко-католики, які здебільшого розмовляли українською мовою.
У 1975—1998 роках село належало до Седлецького воєводства.

## Демографія
Демографічна структура станом на 31 березня 2011 року:
|          | Загалом | Допрацездатний вік | Працездатний вік | Постпрацездатний вік |
| -------- | ------- | ------------------ | ---------------- | -------------------- |
| Чоловіки | 74      | 16                 | 49               | 9                    |
| Жінки    | 153     | 14                 | 64               | 75                   |
| Разом    | 227     | 30                 | 113              | 84                   |